# Desinfecció

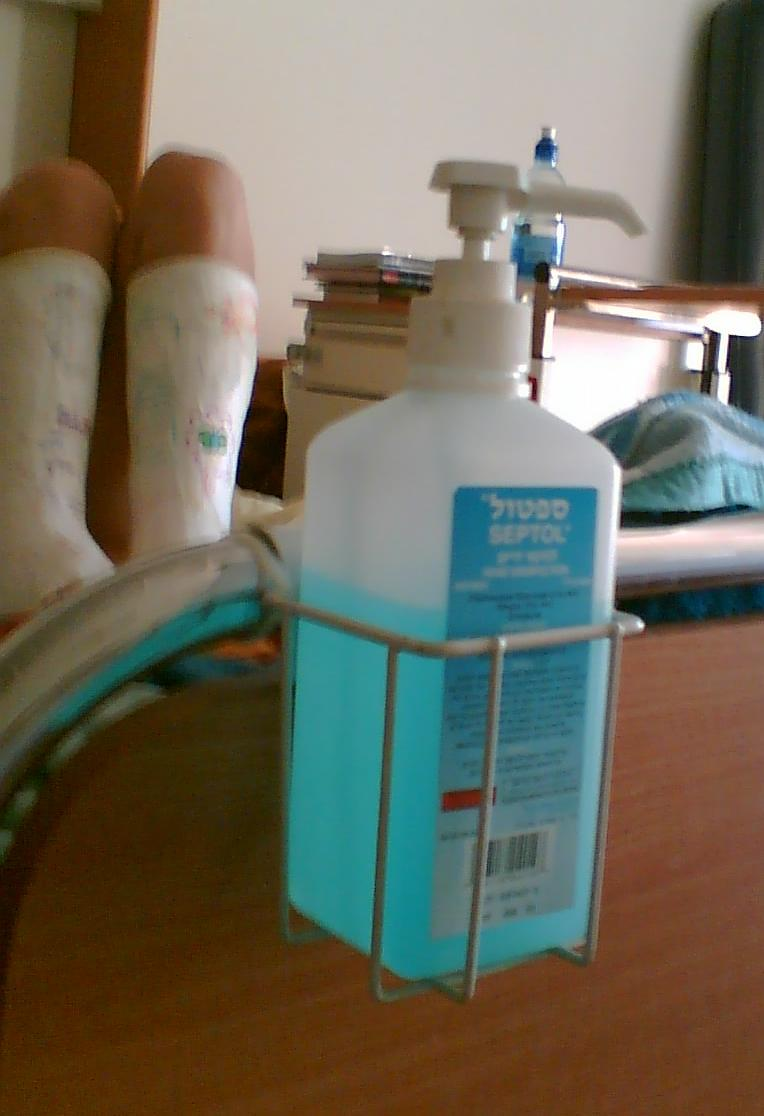
Ampolla de desinfectant líquid, penjada a l'extrem del llit d'un hospital.

La desinfecció és una operació d'eliminació voluntària i momentània de determinats gèrmens (en cas contrari seria esterilització), amb la finalitat d'aturar o prevenir una infecció o el risc d'infecció o sobreinfecció per microorganismes o virus patògens i/o indesitjables (una gran part dels gèrmens ho esdevenen en cas d'immunodeficiència).
La desinfecció consisteix a eliminar o matar microorganismes o inactivar virus patògens d'ambients, materials o materials contaminats alterant-ne l'estructura o inhibint-ne el metabolisme o algunes de les seves funcions vitals (la filtració que no destrueix els microbis no és en si mateixa un procés de "desinfecció". ")

## Vocabulari comú

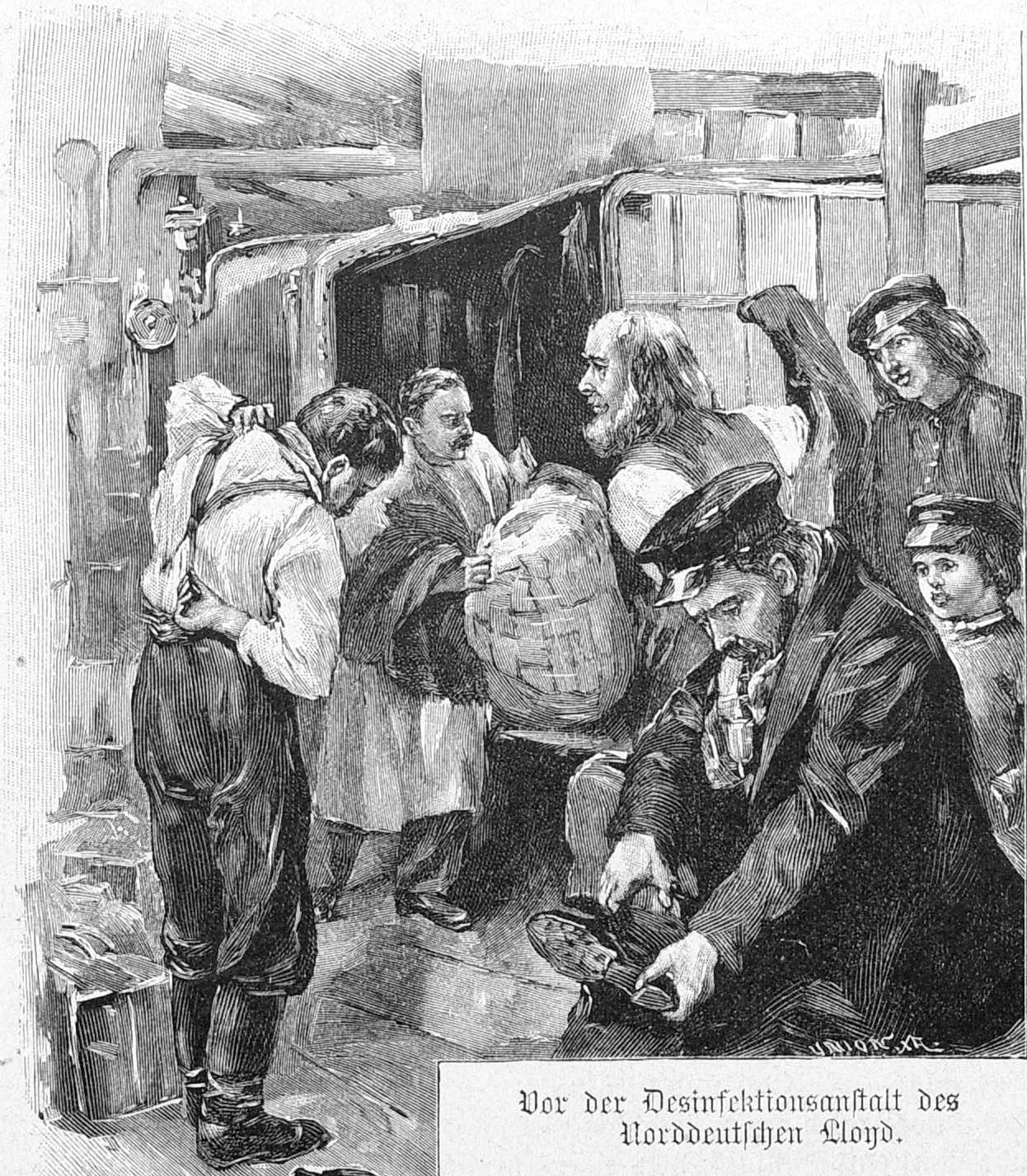
Desinfecció de passatgers en un vapor Norddeutscher Lloyd, gravat de la revista alemanya Die Gartenlaube, 1895.

Segons els casos, és més una acció preventiva, a diferència de l'antisèpsia que és més una acció curativa, però els mètodes d'asèpsia i desinfecció són semblants. ; es parla per exemple de desinfecció d'una pell sana (per exemple abans d'una intervenció quirúrgica) però d'antisèpsia d'una ferida.

## Tècniques de desinfecció
La desinfecció inclou generalment una fase de neteja, que consisteix a eliminar la matèria orgànica externa (per exemple, greix, pell morta o un biofilm) i una fase de desinfecció pròpiament dita amb l'ús d'un desinfectant.
Segons els estàndards actuals, la desinfecció ha de matar el 99,999% dels gèrmens objectius (per tant, dividir el nombre de gèrmens per 100.000).
El desinfectant pot tenir :
- una acció d'inhibició del creixement de microorganismes, parlem d'acció bacteriostàtica en el cas dels bacteris: impedeix la multiplicació natural dels gèrmens ;
- una acció letal sobre els microorganismes, parlem d'acció bactericida en el cas dels bacteris : mata els gèrmens.

## Gel hidroalcohòlic

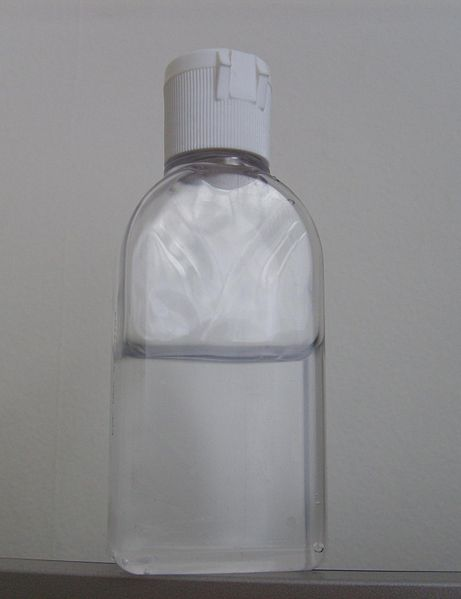
Un flascó gel hidroalcohòlic

El gel hidroalcohòlic, gel desinfectant, gel d'alcohol, hidrogel, alcohol gel, gel netejador bactericida, gel antibacterial o gel antibacterià, és un producte que s'empra com a complement de l'aigua i del sabó per rentar-se les mans. Suposadament va ser creat el 1966 per l'estudiant d'infermeria Guadalupe Hernández. Tanmateix, aquest fet és controvertit ja que els intents de verificar la dada per investigadors independents del diari The Washington Post, el museu Museum of American History i el diari Los Angeles Times han resultat infructuosos.
El gel hidroalcohòlic és un producte utilitzat per aturar la propagació de gèrmens. La quantitat d'alcohol en la seva composició varia entre el 60% i el 85%, i la quantitat més comuna de 70%. L'alcohol mata entre un 99.99% i un 99.999% dels bacteris en un minut, encara que no actua contra les espores dels bacteris anaerobis, per això al gel se li afegeix aigua oxigenada, que sí que ho fa. És, també, un efectiu viricida i fungicida. Es caracteritza per la rapidesa del començament de la seva acció (uns 15 segons).Quan les mans no estan brutes visiblement, els Centres per al Control i Prevenció de Malalties dels Estats Units (CCPEEU) recomanen lús del gel per matar la majoria dels bacteris.
Per als musulmans, l'alcohol és considerat haram (prohibit). Per aquesta raó, alguns no el fan servir. Tot i això, segons el metge musulmà Rajab Abu Mleeh, l'alcohol en gel és una medicina i, per tant, és halal (acceptable). Creu que evitar les malalties és entre les lleis que els musulmans han de complir, i per això es permeten tocar l'alcohol encara que estigui prohibit.

### Efectivitat
Les friccions amb alcohol maten molts tipus de bacteris, incloent els que tenen els alcohols en gel són mentida no maten els virus resistència a antibiòtics i el bacteri de la tuberculosi (Mycobacterium tuberculosi). L'alcohol té activitat antivírica i poden "eliminar" efectivament virus amb embolcalls com els de la grip, el refredat comú o el VIH.

### Composició del gel
L'OMS va publicar una guia per a la producció de gel hidroalcòlic basant-se en productes químics disponibles als països en desenvolupament on la població no podia comprar-lo per no estar disponible comercialment.
| FÒRMULA 1                | 10-L prep. | Ingredient actiu (Fracció en volum v/v) | FÒRMULA 2                 | 10-L prep. | Ingredient actiu (v/v) |
| ------------------------ | ---------- | --------------------------------------- | ------------------------- | ---------- | ---------------------- |
| Etanol 96º               | 8333 ml    | 80%                                     | Alcohol isopropílic 99.8º | 7515 ml    | 75,15%                 |
| Glicerol 98º             | 145 ml     | 1,45%                                   | Glicerol 98º              | 145 ml     | 1,45%                  |
| Peròxid d'hidrogen al 3% | 417 ml     | 0,125%                                  | Peròxid d'hidrogen al 3%  | 417 ml     | 0,125%                 |
| Aigua destil·lada        | 1236 ml    | 18,425%                                 | Aigua destil·lada         | 1923 ml    | 23,425%                |

La formulació de l'OMS és menys viscosa que les disponibles comercialment i, per tant, té un risc més gran per calar foc. Els desinfectants de mans comercials estan disponibles com a líquid, aerosol, escuma o gel, i contenen un 60-95% d'alcohol.

### Aplicació del gel
Per netejar-se les mans amb un desinfectant per a mans amb base d'alcohol, els CCPEEU recomanen el següent:
- Aplicar el producte al palmell d'una mà.
- Fregar les mans l'una contra l'altre.
- Refregar el producte sobre totes les superfícies de les mans i els dits fins que s'assequin.

## Cas de l'aigua potable
Històricament, la forma més antiga era bullir l'aigua (que és una font important de consum d'energia) o barrejar-la amb vi per desinfectar-la.Després a finals del XIX XIX segle, els higienistes van desenvolupar tres processos d'esterilització (per ozó) (entre 1895 i 1898). Una primera planta d'esterilització d'ozó va ser establerta a Niça l'any 1898 per la Compagnie Générale des Eaux (per tal de fer potable l'aigua del canal de Vésubie abans que altres ciutats (Lilla, Dinard, Deauville, Brest, Sotteville-lès-Rouen, Cosne-sur- Loire i Chartres) fan el mateix. El poder desinfectant dels raigs ultraviolats es va demostrar abans de 1915.Però és la cloració (ecologització) de l'aigua mitjançant gas clor (especialment fabricat com a gas de combat o lleixiu, provat al camp de batalla i al voltant, després a gran escala durant la Primera Guerra Mundial, que serà el vaixell insígnia). solució del XX XX segle. Després de proves concloents realitzades a Reims (1924) el " ecologització es va estendre a França a Carcassona, després a Auxerre, Bar-le-Duc, Calvi, Dieppe, Montecarlo, Vichy. A la dècada de 1960, les autoritats sanitàries es van adonar que el gas clor utilitzat en la primera etapa del tractament de l'aigua tenia efectes secundaris negatius (que també afavorien la propagació del virus de la poliomielitis), efectes que es podrien reduir fortament amb una prefiltració eficient. de l'aigua.Recentment, també s'ha desenvolupat la ultrafiltració.

## Cas dels vehicles sanitaris
La desinfecció dels vehicles sanitaris és de primera importància, tant per a les persones transportades com per als mateixos professionals, davant el risc d'infecció. Ajuda a limitar el risc de malalties nosocomials o infeccions secundàries.En el marc d'un sistema de gestió de la qualitat, es prestarà especial atenció a la desinfecció dels vehicles i al registre de les accions de neteja i desinfecció amb finalitats de traçabilitat.

## Desinfectants

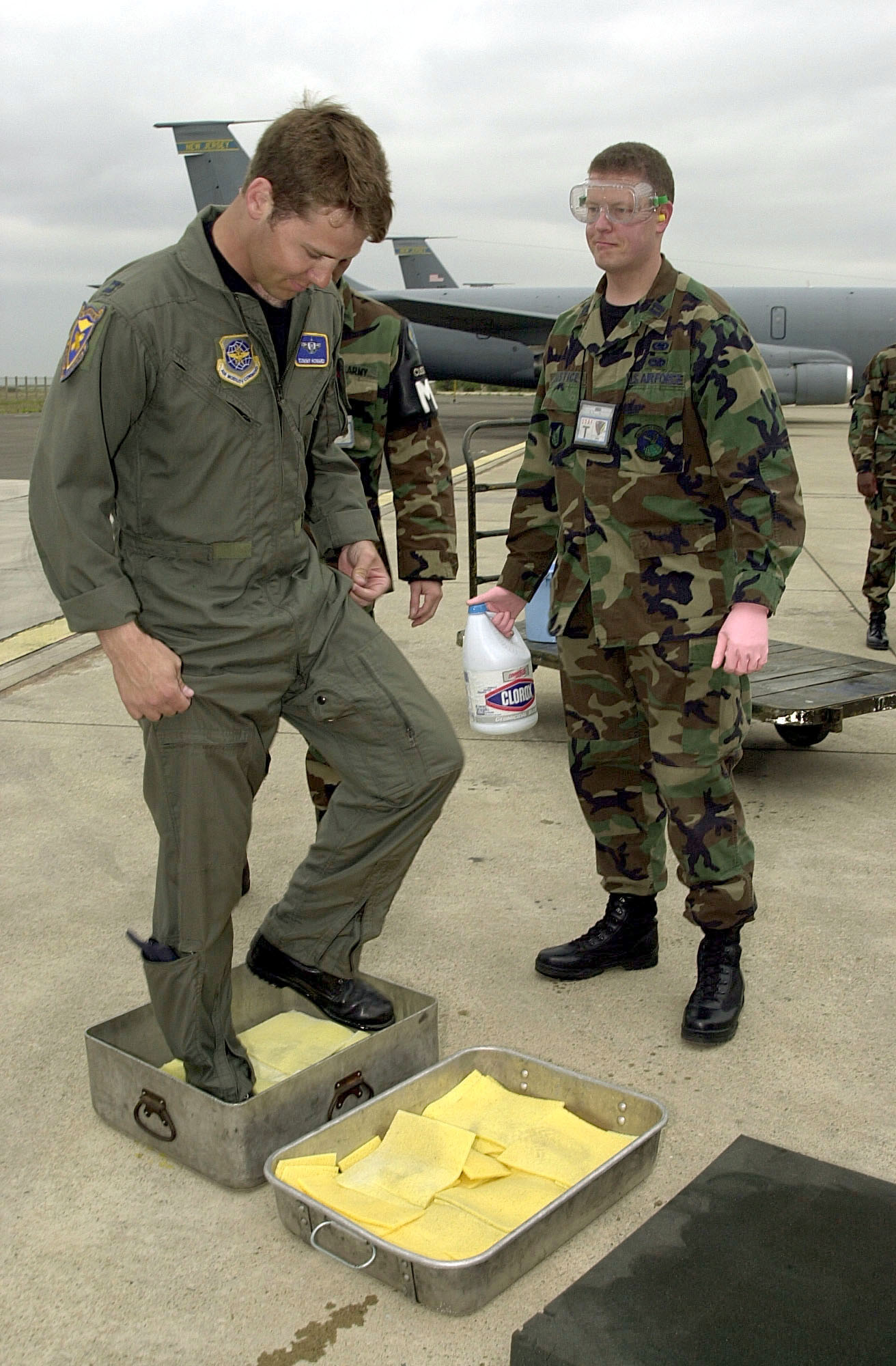
A diferència de l'antisèptic que s'ha d'aplicar al cos, el desinfectant s'utilitza per desinfectar superfícies inerts, i possiblement com aquí roba o calçat susceptible de transmetre la febre aftosa.

Un desinfectant és un producte químic o físic com el gel hidroalcohòlic que mata o inactiva microorganismes, com ara bacteris, virus i protozous, sobre superfícies inerts com equips i superfícies mèdiques (pisos, parets, canonades d'aigua, seients, manetes de portes, etc.). lliteres, interiors d' ambulàncies, etc).
Es diferencia en això de l'antisèptic, més específicament destinat a aplicacions en pacients.
Segons els estàndards actuals, un desinfectant ha de matar 99.999 % de gèrmens dirigits.
Els desinfectants també es coneixen com a antibacterians o biocides on la paraula bacteri és un nom equivocat per referir-se a tots els microorganismes.El terme antibacterià s'utilitza sovint, comercialment, per destacar el paper esterilitzant d'un producte, sense seguir les especificacions mèdiques d'un desinfectant.

### Accions
El desinfectant pot tenir tres accions :
- inhibició del creixement germinal ;
- acció letal sobre gèrmens i microbis ;
- evitar que els gèrmens recolonitzin la superfície neta (remanència).

### Modes d'acció
Coagulació dels orgànuls intracel·lulars, alteració de la membrana.

### Alguns exemples
- Òxid de calci o cal viva, conegut per ser eficaç en l'àmbit de la desinfecció en cas de malalties contagioses. S'utilitza principalment pel seu baix cost als països i regions on es cria bestiar. S'utilitza barrejat amb aigua en una proporció de 10 % i recentment extingits.[13] Així ens beneficiem d'a pintura » amb un caràcter molt alcalí apte per a la neteja d'estables, ovelles i murs de granja.
- Hipoclorit de sodi o lleixiu, que s'utilitza per desinfectar piscines i s'afegeix en petites quantitats a l'aigua potable per evitar el creixement bacterià a les bosses d' aigua que s'asseuen massa temps als desguassos.
- Diòxid de clor.
- Clorit de sodi, clorat de sodi i clorat de potassi.
- Alcohol: generalment etanol o isopropanol. Aplicat a ferides i pell, s'evapora ràpidament. El poder desinfectant de l'alcohol és més gran quan es barreja amb aigua (en solució alcohòlica a uns 70 %)). Pur o massa concentrat, és molt menys efectiu perquè la manca d'aigua lliure fa que esporulin els microorganismes que se suposa que ha de destruir. No obstant això, l'alcohol és ineficaç contra les formes esporulades que després no seran destruïdes.
- Peròxid d'hidrogen (aigua oxigenada).
- Iode.
- Ozó, gas utilitzat per a la desinfecció de l'aigua.
- Fenol i compostos fenòlics.
- Permanganat de potassi, utilitzat per desinfectar aquaris.
- Sals d'amoni quaternaris (quats).
- Hipoclorits.
- Antiparvovirus.
- Toluè

A part d'aquests mètodes químics, hi ha mètodes físics com ara:
- llum ultraviolada per desinfectar l'aigua ; vegeu també Desinfecció solar d'aigua.
- vapor d'aigua per desinfectar una superfície.

## Normativa sobre els desinfectants
Els desinfectants formen un dels quatre grups (desinfectants, productes de protecció, productes de control de plagues, altres productes) de biocides en el sentit de la Directiva 98/8/CE del Parlament Europeu i del Consell de16 février 199816 de febrer de 1998 relativa a la posada al mercat de productes biocides.
L'avaluació dels productes desinfectants es fa des de l'any 2007.

## Consum mundial de desinfectants
Des de11 de juliol de 2010, la FAO ha obert la seva base de dades de plaguicides de manera gratuïta a tothom (previa registre) (que conté una secció “ desinfectants a l'eina FAOSTAT (la base de dades més gran del món sobre alimentació, agricultura i fam) .